# Rio Turvo (vattendrag i Brasilien, Rio de Janeiro)
Rio Turvo är ett vattendrag i Brasilien.   Det ligger i delstaten Rio de Janeiro, i den sydöstra delen av landet, 800 km sydost om huvudstaden Brasília.
Runt Rio Turvo är det i huvudsak tätbebyggt. Runt Rio Turvo är det tätbefolkat, med 659 invånare per kvadratkilometer.